# A légiós
A légiós (eredeti cím: Legionnaire) 1998-ban bemutatott amerikai háborús filmdráma Peter MacDonald rendezésében. A főszerepben Jean-Claude Van Damme látható, aki egy Alain Lefevre nevű 1920-as évekbeli bokszolót alakít. Lefevre megnyer egy meccset, amelyet el kellett volna veszítenie, ezért menekülni kényszerül és csatlakozik a Francia Idegenlégióhoz. További szerepben Adewale Akinnuoye-Agbaje, Daniel Caltagirone, Nicholas Farrell és Steven Berkoff látható.
A filmet 1998. december 3-án mutatták be.

## Cselekmény
Alain Lefevre (Jean-Claude Van Damme) francia bokszoló Marseille-ben az 1920-as évek közepén. Alain kénytelen elfogadni egy ajánlatot a helyi bandafőnöktől, Lucien Galganitól. Galgani barátnője Katrina (Ana Sofrenovic), Alain exmenyasszonya, akit otthagyott az oltárnál. De Katrina megbocsátott Alainnek és együtt készülnek elszökni Amerikába. A bandafőnökkel való megállapodás értelmében Alainnek el kellene veszítenie egy boxmeccset, de végül meggondolja magát, és nem hajlandó lenn maradni. Így el kellett menekülnie barátjával, akit meg is ölnek, ahogy Galgani öccsét is. Az állomáson váró Katrinát elfogják Galgani emberei. Alainnek szüksége van egy új menekülési tervre, csak úgy tud megmenekülni, ha belép a Francia Idegenlégióba. Észak-Afrikába viszik, hogy segítsen megvédeni Marokkót a berber lázadás ellen, melyet a rif harcosok főnöke, Abd el-Krim vezet. Útközben Alain szerez néhány új barátot, köztük az afroamerikai Luthert, aki igazságtalanságok elől menekült el Amerikából, Mackintosh-t, az egykori brit hadsereg őrnagyát és Guidot, a naiv olasz fiút, aki szeretné menyasszonyát lenyűgözni hősként való hazatérésével. De a dolgok nem lesznek egyszerűek. A túlélés az egyetlen igazi módja annak, hogy kijussanak a légióból, de a lázadók túlerőben vannak. Galgani elküldi egyik emberét a légióba, hogy megölje Alaint és bosszút álljon öccse haláláért. A végén csak Alain marad életben a csata után, és Abd el-Krim látva Alain bátorságát és elkötelezettségét, lehetővé teszi számára, hogy életben maradjon és megüzenje feletteseinek, hogy mi vár rájuk, ha továbbra is gyarmatosítani akarnak. Az egyezségnek megfelelően Alain magára marad a sivatagban, miközben visszaidézi emlékeit Katrináról és egykori barátairól.

## Szereplők
| Szerep              | Színész                  | Magyar hang        |
| ------------------- | ------------------------ | ------------------ |
| Alain Lefevre       | Jean-Claude Van Damme    | Mihályi Győző      |
| Luther              | Adewale Akinnuoye-Agbaje | Jakab Csaba        |
| Steinkampf őrmester | Steven Berkoff           | Tolnai Miklós      |
| Mackintosh          | Nicholas Farrell         | Helyey László      |
| Lucien Galgani      | Jim Carter               | Gruber Hugó        |
| Katrina             | Ana Sofrenović           | Ősi Ildikó         |
| Guido Rosetti       | Daniel Caltagirone       | Mikula Sándor      |
| Maxim               | Joseph Long              | Várday Zoltán      |
| René Galgani        | Mario Kalli              | Viczián Ottó       |
| Julot               | Joe Montana              | Szinovál Gyula     |
| Rousselot százados  | Kim Romer                | Bácskai János      |
| Charlier hadnagy    | Anders Peter Bro         | Holl Nándor        |
| Rolf Bruner         | Paul Kynman              | ifj. Jászai László |
| Viktor              | Vincent Pickering        | Megyeri János      |
| Metz tizedes        | Takis Triggelis          | Hankó Attila       |
| Abd-El Krim         | Kamel Krifa              | Csabai János       |
| Toborzó őrmester    | David Hayman             | Végh Ferenc        |

## Történelmi hitelesség

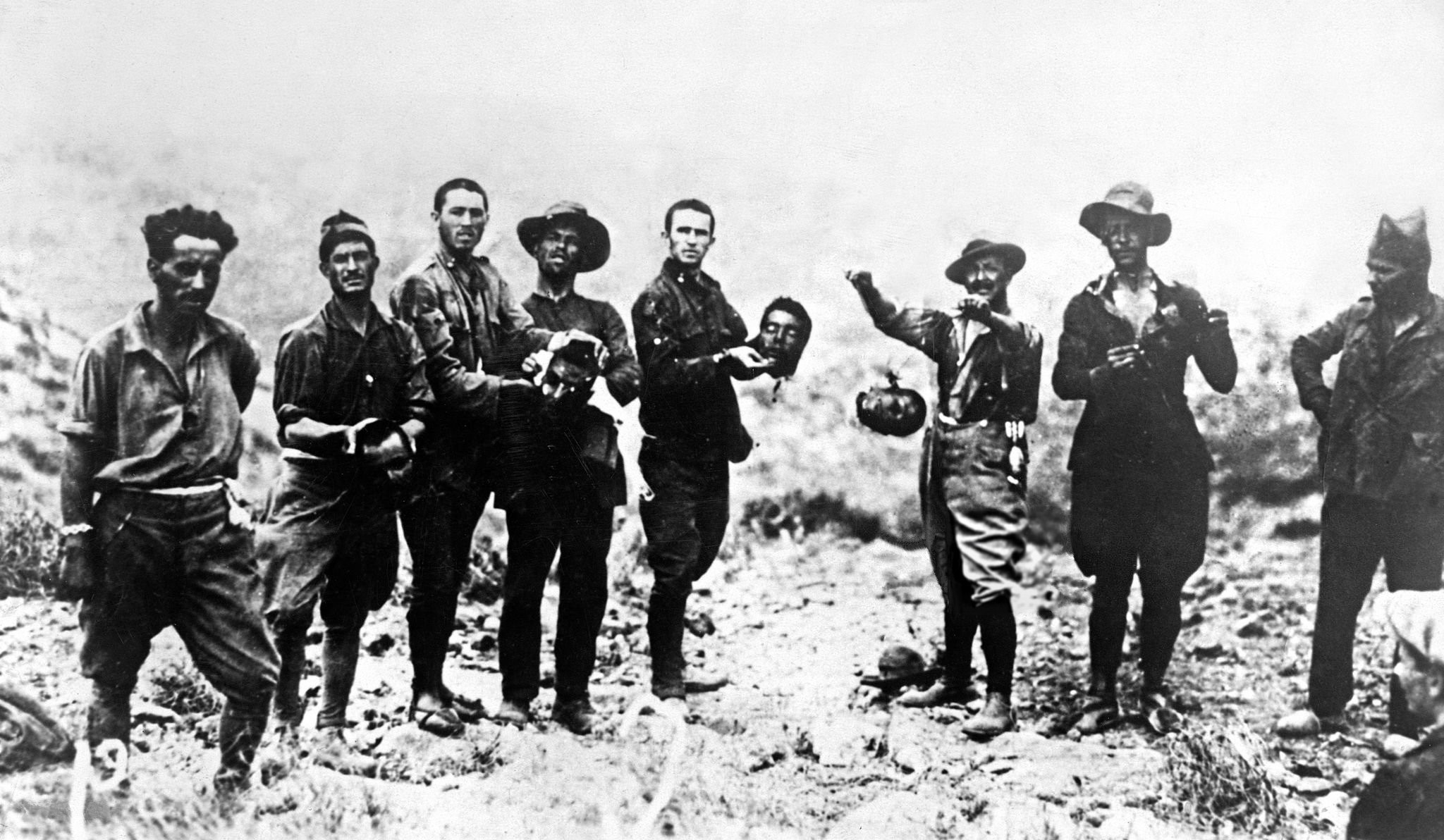
Spanyol katonák megölt marokkói felkelők levágott fejeivel büszkélkednek (1922).

A marokkói felkelők gerilla-hadviselést alkalmazva harcoltak nemcsak a francia, de a spanyol gyarmatosítók ellen is az első világháborút követően kirobbant ún. riff háború-ban. Ritkán vezettek nyílt támadásokat. A riff felkelővezér, Abd el-Krim, aki nagyon jó stratéga volt, óvakodott attól, hogy felesleges veszélynek tegye ki embereit, jóllehet a vad és elszánt marokkói harcosok tényleg készek lettek volna meghalni. Gyakran esik szó a filmben a marokkóiak kegyetlenkedéséről, barbárságáról. Komoly visszaéléseket és kegyetlen megtorlásokat foganatosítottak a gyarmatosító haderők is a felkelők és a lakosság ellen. A spanyol hadsereg például vegyi fegyvereket vetett be a riff felkelők ellen.

## Kritikai fogadtatás
A film vegyes kritikákat kapott.